# Germania-Denkmal (Borbeck)

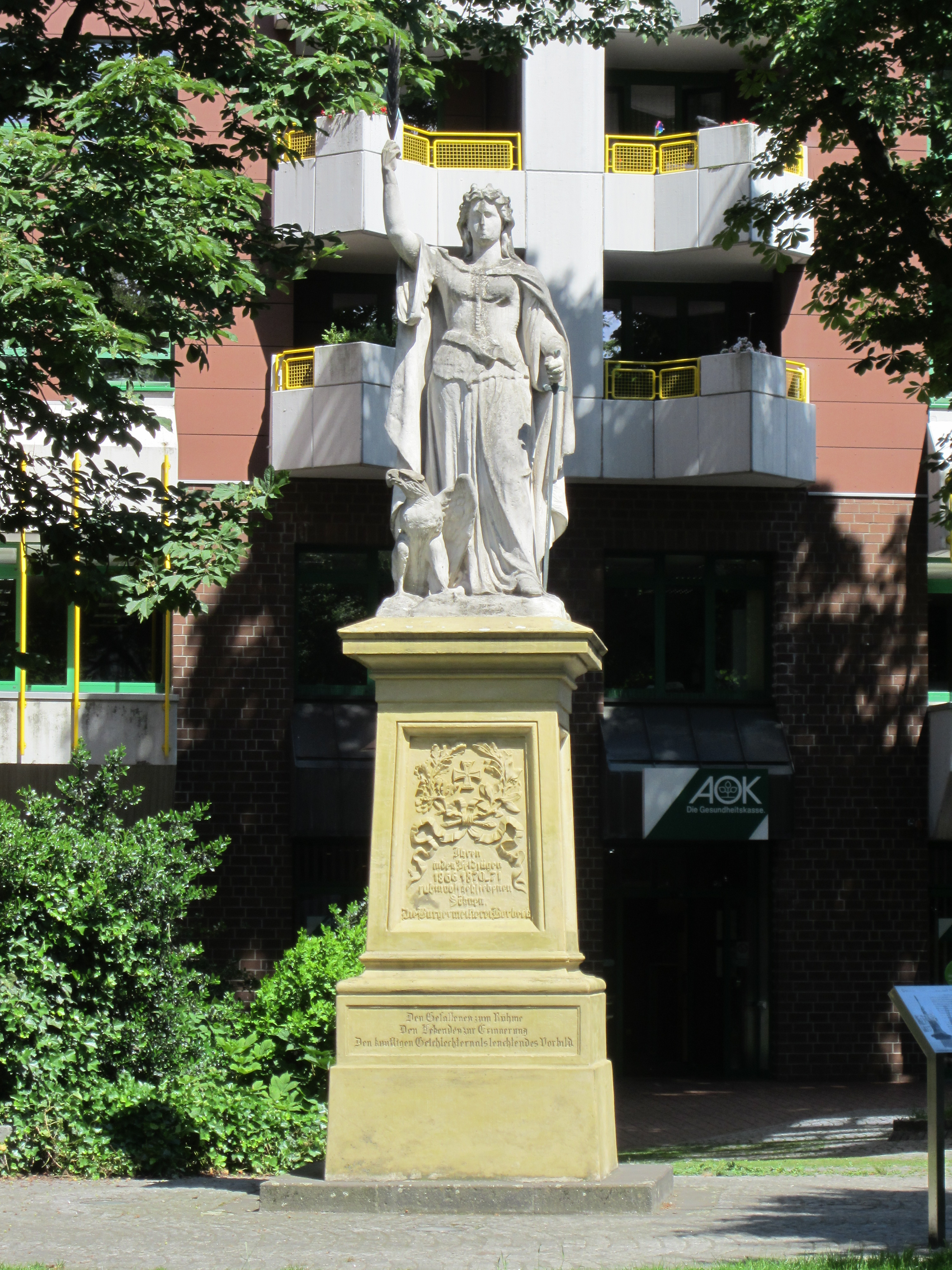
Germania-Denkmal

Das Germaniadenkmal im Essener Stadtteil Borbeck-Mitte steht auf dem danach benannten Germaniaplatz.

## Denkmal und Geschichte
Das Germaniadenkmal wurde von der damaligen Bürgermeisterei Borbeck aufgestellt und am 17. Oktober 1880 feierlich enthüllt. Es steht auf dem später am 30. April 1891 danach benannten Germaniaplatz, der durch die Kirchengemeinde St. Dionysius von 1840 bis 1857 als Friedhof genutzt wurde. Mehr als 2500 Verstorbene fanden hier die letzte Ruhestätte. Der Direktor des Phoenix-Hochofenwerks in Bergeborbeck und Beigeordnete der Bürgermeisterei Borbeck, Friedrich Lange (1837–1918), war Vorsitzender des Denkmalkomitees.

Damit soll an die deutschen Einigungskriege von 1866 sowie 1870/71 erinnert und die Gefallenen geehrt werden. Der Düsseldorfer Bildhauer Leo Müsch hat es erschaffen. Die steinerne Standfigur der Germania mit Schwert und Lorbeerkranz und dem Reichsadler zu ihren Füßen steht auf einem gestuften Sandsteinsockel an der Stelle des alten Friedhofs. Als Vorbild diente die Germaniafigur des Niederwalddenkmals bei Rüdesheim am Rhein. Die Inschrift des Borbecker Denkmals lautet: 

„Ihren in den Feldzügen 1866, 1870–71 ruhmvoll gebliebenen Söhnen. Die Bürgermeisterei Borbeck“

Dazu befindet sich eine Tafel mit Namen von Gefallenen an der rechten Seite des Sockels:
| Name                      | Vorname          | Feldzug |
| ------------------------- | ---------------- | ------- |
| ABEL gen. PECKLUM         | Hermann          | 1870–71 |
| BALS                      | Theodor          | 1870–71 |
| BILLE                     | Carl Friedrich   | 1870–71 |
| BREILMANN                 | Heinrich         | 1870–71 |
| BRINKMANN                 | Hermann Heinrich | 1870–71 |
| DAMMS                     | Heinrich         | 1866    |
| FLESKES                   | Theodor          | 1870–71 |
| FRIEDLINGHAUS             | Philipp          | 1870–71 |
| GERTZ                     | Hermann          | 1870–71 |
| HÜLLEN                    | Wilhelm          | 1870–71 |
| KIRCHMANN gen. KALDENHOFF | Hermann          | 1870–71 |
| KLEINE EGGEBRECHT         | Johann           | 1870–71 |
| KNIPPSCHILD               | Friedrich        | 1870–71 |
| KRUSE                     | Johann           | 1870–71 |
| LAHMANN                   | Theodor August   | 1870–71 |
| LIPPE gen. WOLF           | Wilhelm          | 1866    |
| MEYER                     | Philipp          | 1870–71 |
| OVERBECK                  | Johann Theodor   | 1870–71 |
| PREUSSNER                 | Anton            | 1870–71 |
| RÜTER                     | Carl Friedrich   | 1870–71 |
| SCHARFENKAMP              | Johann           | 1870–71 |
| STERENBERG                | Ferdinand        | 1870–71 |
| VONNEMANN                 | Philipp          | 1866    |
| VOSS                      | Hermann Heinrich | 1870–71 |

Im Jahr 2014 fand eine Sanierung des oberen Teils des Denkmals durch einen Steinmetz-Betrieb aus Duisburg statt. Dieser setzte ab Juni 2017 die Sanierung fort, indem der Sockel samt Inschriften restauriert wurde. Zum seit 2005 jährlich stattfindenden Germaniafest wurde das Denkmal im August 2017 fertiggestellt.
Das Germaniadenkmal wurde am 9. Juli 1992 in die Denkmalliste der Stadt Essen eingetragen.